# كاراكساويات
الكاراكساويات (الاسم العلمي: Characoidei) هي رتيبة من الأسماك تتبع الرتبة كاراكسيات الشكل من طائفة شعاعيات الزعانف.

## التصنيف
- الكاراكسينات
  - الكاراكسية
    - الكاراكساوات